# Gabortransformatie
Gabortransformatie genoemd naar Dennis Gabor is een bijzonder geval van fouriertransformatie waarbij vooral frequentieveranderingen goed zichtbaar kunnen worden gemaakt. Bij gabortransformatie wordt een gaussische functie als venster (window) over het signaal gelegd. Zoals bij iedere praktische implementatie van fouriertransformatie wordt daarbij een integratie over een oneindig interval verkort tot een eindig, en in dit geval een kort tijdsinterval. 
{\displaystyle G_{x}(t,f)=\int _{-\infty }^{\infty }e^{-\pi (\tau -t)^{2}}e^{-j2\pi f\tau }x(\tau )\,\mathrm {d} \tau }
Aangezien
{\displaystyle {\begin{cases}e^{-{\pi }a^{2}}\geq 0{,}00001;&|a|\leq 1{,}9143\\e^{-{\pi }a^{2}}<0{,}00001;&|a|>1{,}9143\\\end{cases}}}
kunnen waarden buiten ±1,9143 buiten beschouwing blijven en resteert de vereenvoudiging: 
{\displaystyle G_{x}(t,f)=\int _{-1{,}9143}^{1{,}9143}e^{-\pi (\tau -t)^{2}}e^{-j2\pi f\tau }x(\tau )\,\mathrm {d} \tau }